# Katherine Dunn
Katherine Karen Dunn (geboren 24. Oktober 1945 in Garden City, Kansas; gestorben 11. Mai 2016 in Portland, Oregon) war eine US-amerikanische Schriftstellerin und Journalistin.

## Leben
Katherine Dunn hatte eine „ungeordnete“ Kindheit – „the family moved around almost as much as the Fabulon, picking grapes, living out of cars, taking on odd jobs“ –, und sie musste ständig die Schule wechseln, wobei sie immer wieder neue Rollen einnahm und auch den Klassenclown spielte. Schließlich besuchte sie die High School in Tigard, Oregon und danach das Reed College in Portland (Oregon). Nach dem Studium hielt sie sich in verschiedenen Jobs mehrere Jahre in Europa auf und kehrte Anfang der 1970er Jahre nach Portland zurück.
Seither arbeitete sie als Radiomoderatorin und Kritikerin und schrieb freiberuflich für verschiedene Zeitungen. Sie gab auch Seminare in Creative Writing an der Pacific University in Forest Grove, Oregon. Dunn schrieb wöchentliche Kolumnen für die lokale Wochenzeitung Willamette Week, diese Beiträge sammelte sie 1989 in The Slice: Information with an Attitude. Ihre Kritiken und Essays erschienen im Playboy, Vogue und in der L.A. Times.
Dunn schrieb als Reporterin über den Boxsport und gehörte zu den Redakteuren von The Cyber Boxing Zone. 1981 war sie die einzige weibliche Reporterin beim Kampf Thomas Hearns gegen Sugar Ray Leonard. 2009 erschien eine Sammlung ihrer Reportagen und Essays in One Ring Circus: Dispatches from the World of Boxing. Für ihre Studie School of Hard Knocks: The Struggle for Survival in America’s Toughest Boxing Gyms gewannen der Fotograf Jim Lommasson und sie 2004 den Dorothea Lange-Paul Taylor Prize.
Dunn veröffentlichte drei Romane. In Geek Love, dem dritten Roman, streben die Protagonisten, eine Schaustellerfamilie mit ungewöhnlich deformierten Kindern, Geeks, ein gewöhnliches Familienleben an. Es kam 1989 auf die Shortlist des National Book Award und wurde ein Bestseller, wurde aber erst 2013 ins Deutsche übersetzt. Von Alfred A. Knopf erhielt Dunn sofort einen Vorschuss für den nächsten Roman, es dauerte allerdings bis 2010, bis von dem Romanprojekt Cut Man ein erster Auszug im Paris Review unter dem Titel Rhonda Discovers Art erschien.

## Werke
- Attic. Warner Books, New York, 1970.
- Truck. Harper & Row, New York, 1971.
- Let me go now: (incident on a 9th floor balcony). Gedicht. The Impossibilists, Portland (Oregon), 1979.
- Geek love. Alfred A. Knopf, New York, 1989.
  - Binewskis: Verfall einer radioaktiven Familie : Roman. Aus dem Englischen von Monika Schmalz. Berlin-Verlag, Berlin, 2013, ISBN 978-3-8270-1072-8.
- Why do men have nipples?: and other low-life answers to real-life questions. Warner Books, New York, 1992.
- One Ring Circus: Dispatches from the World of Boxing. Schaffner, Portland, 2009.